# バインミー
バインミーまたはバンミー（ベトナム語：bánh mì, bánh mỳ / 餅麵?）は、ベトナム料理の一種で、ベトナムのサンドイッチである。ベトナムでバインミーは「パン」を意味し、フランスパンや食パンなど「パン」の総称である。
長さ20センチメートルほどの柔らかいフランスパン（バゲット）に切り込みを入れ、バター（マーガリン）、パテを塗り、野菜、ハーブ類、肉などを挟み、ヌクマム（魚醤）などのソースを振り掛ける。携帯性のよさから、屋台のほかにバスターミナルなどで駅弁代わりとして、新聞紙に包んで販売する庶民のファーストフードである。同じくフランスの植民地支配を受けたカンボジア、ラオスでも一般化している。

## 名称

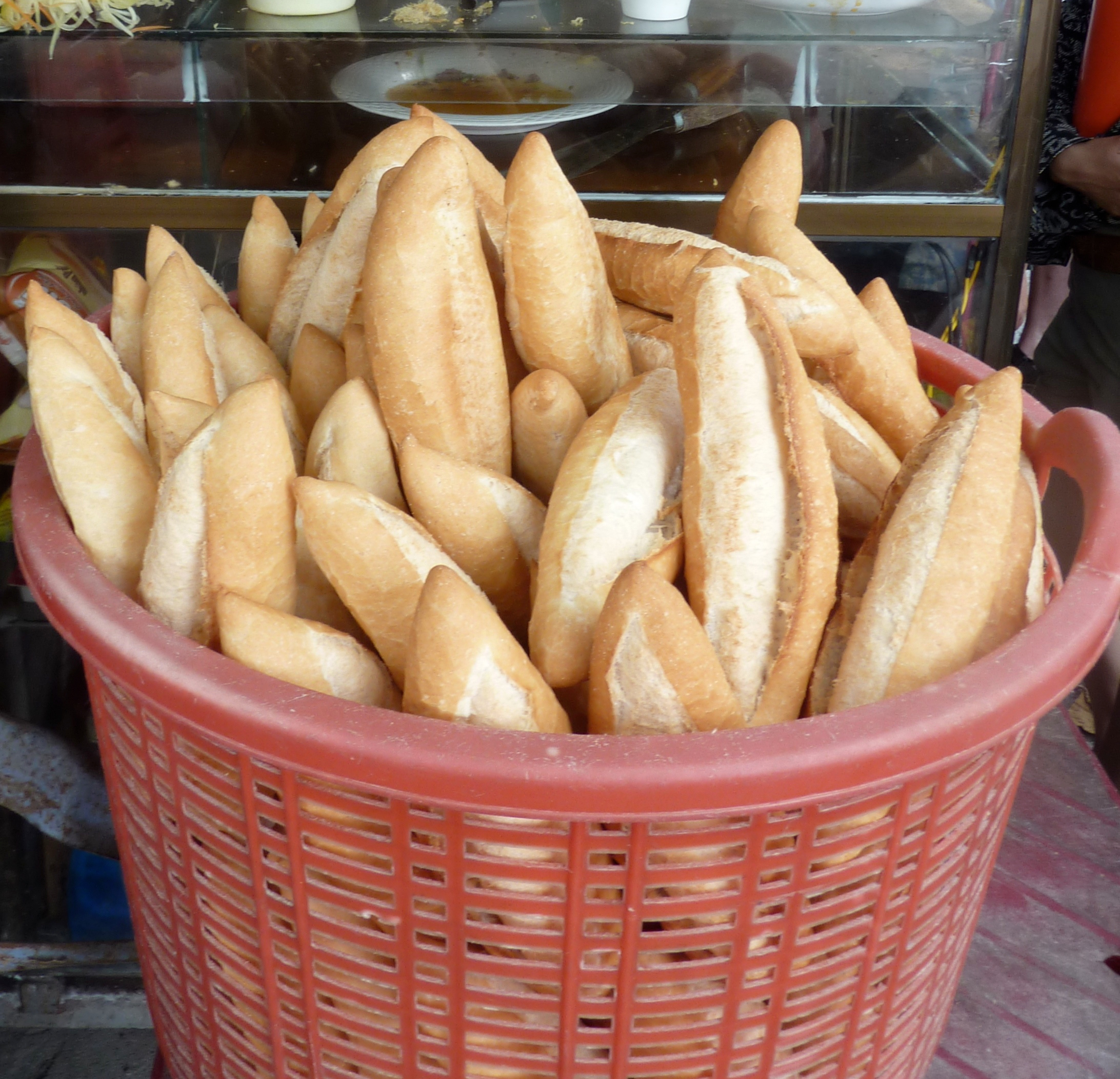
バインミーの本来の意味はパンである。

ベトナム語で一般的な名称は、bánh mì kẹp（バイン・ミー・ケップ："kẹp"は「挟む」）、bánh mì thịt（バイン・ミー・ティット："thịt"は「肉」）や bánh mì pa tê（バイン・ミー・パーテー："pa tê"はパテ） だが、省略して「バインミー」と称することが多い。ベトナム語でバインミーは「小麦粉の餅」でパンの総称だが、おもにフランスパンを指す場合が多い。特に「フランスパン」を表す場合は、 bánh mì Pháp や bánh mì baguette と称する。
ラオス語は「カオ・チー・パーテ」、カンボジアのクメール語は「ノムパン・パッテェイ」で、ともに「パテのパン」を意味する。
ベトナムで、鶏肉を用いるものは bánh mì gà、目玉焼きを用いると bánh mì ốp la、さつま揚げを用と bánh mì chả cá 、など呼称がさまざまに変化する。

## 歴史
ベトナムでバインミーをサンドイッチとして食し始めた時期は不明だが、第一次インドシナ戦争後にフランスが撤退してから、フランスのバゲット風のパンを使ったサンドイッチがベトナム国内で広まった。ベトナム戦争終結後の1970 - 80年代に米国などへ多くのベトナム人が移住し、バインミーは各国へ伝播した。2011年に「オックスフォード英語辞典」が「バインミー」を収載した。

## レシピと調理法

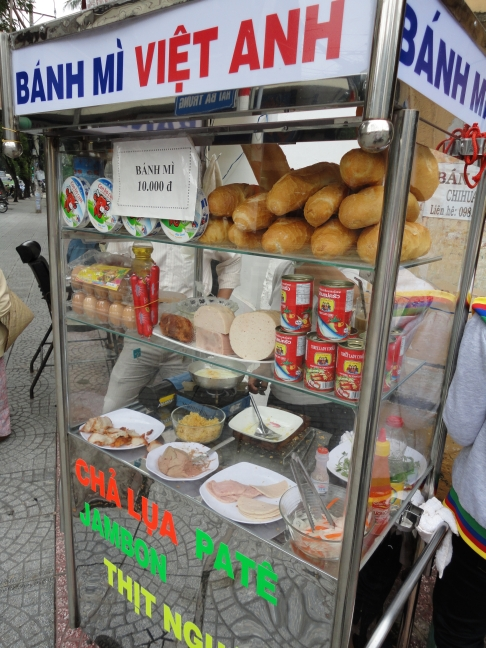
バインミーの屋台

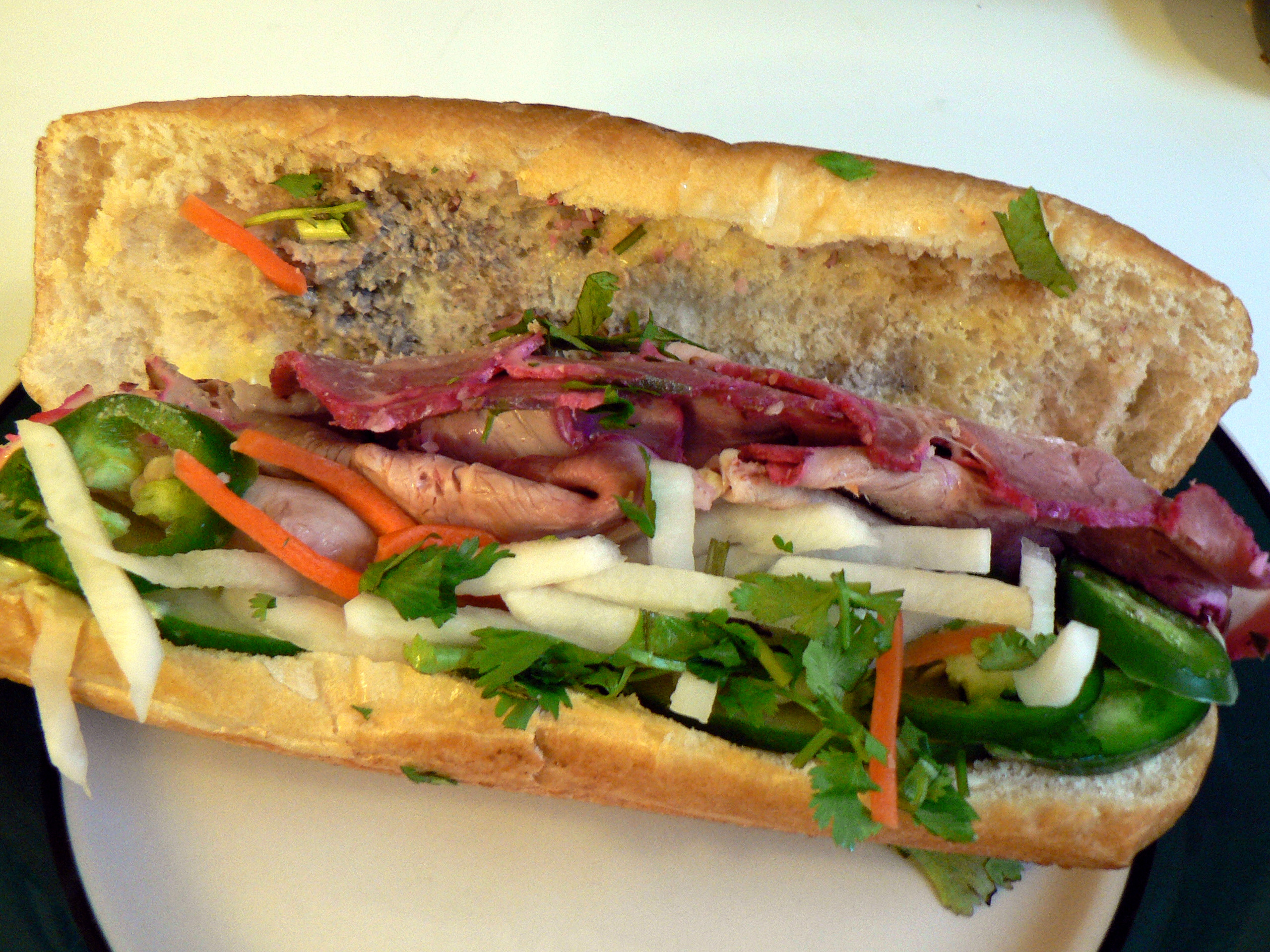
バインミーの中身

用いる食材は、屋台、店、メニューなどそれぞれにより異なる。
パテはレバーペーストのほかに鴨や魚も用いる。野菜は紅白なます、ラディッシュ、キュウリ、玉葱、ハーブはザウムイなどが一般的である。肉は鶏、豚耳、ベーコン、サラミ、甘みの強い中華ハム、肉でんぶ、さつま揚げ (chả cá）、ベトナムハム (giò)、あひるや豚の丸焼きの切り出し、など店ごとに工夫がある。
パンは調理の直前に炭火で炙る場合が多く、作り置きはせずに注文を受けてから客の好みを尋ねながら作る。